# Rambai (Sinembah Tanjung Muda Hilir)
Rambai is een bestuurslaag in het regentschap Deli Serdang van de provincie Noord-Sumatra, Indonesië. Rambai telt 611 inwoners (volkstelling 2010).